# Lunca Apei
Lunca Apei – wieś w Rumunii, w okręgu Satu Mare, w gminie Apa. W 2011 roku liczyła 14 mieszkańców. 